# Tour de Gila 2019
La 33.ª edición del Tour de Gila fue una carrera de ciclismo en ruta por etapas que se celebró entre el 1 y el 5 de mayo de 2019 con inicio en la ciudad de Silver City y final en la ciudad de Pinos Altos (Nuevo México) en Estados Unidos. El recorrido consta de un total de 5 etapas sobre una distancia total de 526,1 km.
La carrera hizo parte del circuito UCI America Tour 2019 dentro de la categoría 2.2. El vencedor final fue el canadiense James Piccoli del Elevate-KHS seguido del español Óscar Sevilla del Medellín y el también canadiense Nickolas Zukowsky del Floyd's.

## Equipos participantes
Tomaron la partida un total de 18 equipos, de los cuales 8 fueron de categoría Continental y 10 equipos regionales y de clubes, quienes conformaron un pelotón de 116 ciclistas de los cuales terminaron 83. Los equipos participantes fueron:
| Equipos continentales (8)- 303Project - Aevolo - Elevate-KHS Pro Cycling - Floyd's Pro Cycling - ProTouch - Medellín - Wildlife Generation p/b Maxxis - DC Bank Pro Cycling Team Equipos regionales y de clubes (10)- Gateway Devo Cycling - Mike's Bikes - Pacific Premier Bank - Project Echelon Racing - Otto Jacome Cycling - Rio Grande Elite Cycling - Semper Porro - Support Clean Sport - Team California - Veloselect Racing Team |
| |

## Etapas
| Etapa     | Fecha    | Recorrido                 | type                    | Distancia (km) | Ganador           | Líder         |
| --------- | -------- | ------------------------- | ----------------------- | -------------- | ----------------- | ------------- |
| 1.ª etapa | 1 de may | Silver City – Mogollón    | etapa de media montaña  | 148            | James Piccoli     | James Piccoli |
| 2.ª etapa | 2 de may | Santa Clara – Santa Clara | etapa de media montaña  | 120,7          | Travis McCabe     | James Piccoli |
| 3.ª etapa | 3 de may | Tyrone – Tyrone           | contrarreloj individual | 26             | Serghei Țvetcov   | James Piccoli |
| 4.ª etapa | 4 de may | Silver City – Silver City | etapa llana             | 69,5           | Eric Young        | James Piccoli |
| 5.ª etapa | 5 de may | Silver City – Pinos Altos | etapa de media montaña  | 161,9          | Cristhian Montoya | James Piccoli |

## Clasificaciones finales
Las clasificaciones finalizaron de la siguiente forma:

### Clasificación general
| \| Clasificación general \| Clasificación general \| Clasificación general \| Clasificación general \| Clasificación general \| \| Ciclista \| Ciclista \| Equipo \| Tiempo \| \| \| --------------------- \| --------------------- \| ------------------------ \| --------------------- \| --------------------- \| \| 1.º \| James Piccoli \| Elevate-KHS Pro Cycling \| 13 h 04 min 10 s \| \| \| 2.º \| Óscar Sevilla \| Medellín \| + 46 s \| \| \| 3.º \| Nickolas Zukowsky \| Floyd's Pro Cycling \| + 1 min 19 s \| \| \| 4.º \| Alex Hoehn \| Aevolo \| + 1 min 33 s \| \| \| 5.º \| Tyler Stites \| Aevolo \| + 1 min 55 s \| \| \| 6.º \| Keegan Swirbul \| Floyd's Pro Cycling \| + 2 min 26 s \| \| \| 7.º \| Marko Pavlič \| DC Bank Pro Cycling Team \| + 2 min 39 s \| \| \| 8.º \| Eder Frayre \| Team California \| + 2 min 52 s \| \| \| 9.º \| Cristhian Montoya \| Medellín \| + 3 min 25 s \| \| \| 10.º \| Edward Beltrán \| Medellín \| + 3 min 47 s \| \| |                   |                          |                  |
| |                   |                          |                  |
| Fuente: ProCyclingStats |                   |                          |                  |
| Clasificación general |                   |                          |                  |
| Ciclista | Ciclista          | Equipo                   | Tiempo           |
| 1.º | James Piccoli     | Elevate-KHS Pro Cycling  | 13 h 04 min 10 s |
| 2.º | Óscar Sevilla     | Medellín                 | + 46 s           |
| 3.º | Nickolas Zukowsky | Floyd's Pro Cycling      | + 1 min 19 s     |
| 4.º | Alex Hoehn        | Aevolo                   | + 1 min 33 s     |
| 5.º | Tyler Stites      | Aevolo                   | + 1 min 55 s     |
| 6.º | Keegan Swirbul    | Floyd's Pro Cycling      | + 2 min 26 s     |
| 7.º | Marko Pavlič      | DC Bank Pro Cycling Team | + 2 min 39 s     |
| 8.º | Eder Frayre       | Team California          | + 2 min 52 s     |
| 9.º | Cristhian Montoya | Medellín                 | + 3 min 25 s     |
| 10.º | Edward Beltrán    | Medellín                 | + 3 min 47 s     |

### Clasificación por puntos
| Clasificación por puntos | Clasificación por puntos | Clasificación por puntos | Clasificación por puntos | Clasificación por puntos |
| Ciclista                 | Ciclista                 | Equipo                   | Puntos                   |                          |
| ------------------------ | ------------------------ | ------------------------ | ------------------------ | ------------------------ |
| 1.º                      | Michael Hernandez        | Aevolo                   | 34 pts                   |                          |
| 2.º                      | Travis Samuel            | DC Bank Pro Cycling Team | 29 pts                   |                          |
| 3.º                      | Nickolas Zukowsky        | Floyd's Pro Cycling      | 20 pts                   |                          |
| 4.º                      | Eder Frayre              | Team California          | 12 pts                   |                          |
| 5.º                      | Alex Hoehn               | Aevolo                   | 9 pts                    |                          |
| 6.º                      | Alexander Cowan          | Floyd's Pro Cycling      | 6 pts                    |                          |
| 7.º                      | Fabio Duarte             | Medellín                 | 5 pts                    |                          |
| 8.º                      | Keegan Swirbul           | Floyd's Pro Cycling      | 5 pts                    |                          |
| 9.º                      | Eric Brunner             | 303Project               | 5 pts                    |                          |
| 10.º                     | Flavio de Luna           | 303Project               | 4 pts                    |                          |

### Clasificación de la montaña
| Clasificación de la montaña | Clasificación de la montaña | Clasificación de la montaña | Clasificación de la montaña | Clasificación de la montaña |
| Ciclista                    | Ciclista                    | Equipo                      | Puntos                      |                             |
| --------------------------- | --------------------------- | --------------------------- | --------------------------- | --------------------------- |
| 1.º                         | Cristhian Montoya           | Medellín                    | 45 pts                      |                             |
| 2.º                         | James Piccoli               | Elevate-KHS Pro Cycling     | 27 pts                      |                             |
| 3.º                         | Óscar Sevilla               | Medellín                    | 20 pts                      |                             |
| 4.º                         | Travis Samuel               | DC Bank Pro Cycling Team    | 18 pts                      |                             |
| 5.º                         | Luis Villalobos             | Aevolo                      | 13 pts                      |                             |
| 6.º                         | Serghei Țvetcov             | Floyd's Pro Cycling         | 11 pts                      |                             |
| 7.º                         | Alex Hoehn                  | Aevolo                      | 10 pts                      |                             |
| 8.º                         | Eder Frayre                 | Team California             | 10 pts                      |                             |
| 9.º                         | Keegan Swirbul              | Floyd's Pro Cycling         | 9 pts                       |                             |
| 10.º                        | Brett Wachtendorf           | Rio Grande Elite Cycling    | 7 pts                       |                             |

### Clasificación de los jóvenes
| Clasificación del mejor joven | Clasificación del mejor joven | Clasificación del mejor joven  | Clasificación del mejor joven | Clasificación del mejor joven |
| Ciclista                      | Ciclista                      | Equipo                         | Tiempo                        |                               |
| ----------------------------- | ----------------------------- | ------------------------------ | ----------------------------- | ----------------------------- |
| 1.º                           | Nickolas Zukowsky             | Floyd's Pro Cycling            | 13 h 05 min 29 s              |                               |
| 2.º                           | Alex Hoehn                    | Aevolo                         | + 1 min 33 s                  |                               |
| 3.º                           | Tyler Stites                  | Aevolo                         | + 1 min 55 s                  |                               |
| 4.º                           | Barry Miller                  | Pacific Premier Bank           | + 4 min 06 s                  |                               |
| 5.º                           | Luis Villalobos               | Aevolo                         | + 8 min 20 s                  |                               |
| 6.º                           | Eric Brunner                  | 303Project                     | + 11 min 33 s                 |                               |
| 7.º                           | Jean-Denis Thibault           | DC Bank Pro Cycling Team       | + 11 min 48 s                 |                               |
| 8.º                           | Conor Schunk                  | Gateway Devo Cycling           | + 14 min 46 s                 |                               |
| 9.º                           | Colby Lange                   | Wildlife Generation p/b Maxxis | + 19 min 28 s                 |                               |
| 10.º                          | Tim McBirney                  | Team California                | + 26 min 04 s                 |                               |

### Clasificación por equipos
| Clasificación por equipos | Clasificación por equipos      | Clasificación por equipos | Clasificación por equipos |
| Equipo                    | Equipo                         | Tiempo                    |                           |
| ------------------------- | ------------------------------ | ------------------------- | ------------------------- |
| 1.º                       | Medellín                       | 39 h 18 min 10 s          |                           |
| 2.º                       | Floyd's Pro Cycling            | + 3 min 43 s              |                           |
| 3.º                       | Aevolo                         | + 5 min 44 s              |                           |
| 4.º                       | Elevate-KHS Pro Cycling        | + 17 min 54 s             |                           |
| 5.º                       | Team California                | + 24 min 20 s             |                           |
| 6.º                       | DCBank Pro Cycling             | + 25 min 00 s             |                           |
| 7.º                       | 303Project                     | + 31 min 09 s             |                           |
| 8.º                       | Project Echelon Racing         | + 31 min 29 s             |                           |
| 9.º                       | Wildlife Generation p/b Maxxis | + 38 min 58 s             |                           |
| 10.º                      | Gateway Devo Cycling           | + 47 min 12 s             |                           |

## Evolución de las clasificaciones
| Etapa                   | Vencedor                | Clasificación general | Clasificación por puntos | Clasificación de la montaña | Clasificación de los jóvenes | Clasificación por equipos |
| ----------------------- | ----------------------- | --------------------- | ------------------------ | --------------------------- | ---------------------------- | ------------------------- |
| 1.ª                     | James Piccoli           | James Piccoli         | Travis Samuel            | James Piccoli               | Nickolas Zukowsky            | Medellín                  |
| 2.ª                     | Travis McCabe           | James Piccoli         | Michael Hernandez        | James Piccoli               | Nickolas Zukowsky            | Medellín                  |
| 3.ª                     | Serghei Tvetcov         | James Piccoli         | Michael Hernandez        | James Piccoli               | Adam Roberge                 | Elevate-KHS               |
| 4.ª                     | Eric Young              | James Piccoli         | Michael Hernandez        | James Piccoli               | Nickolas Zukowsky            | Elevate-KHS               |
| 5.ª                     | Cristhian Montoya       | James Piccoli         | Michael Hernandez        | Cristhian Montoya           | Nickolas Zukowsky            | Medellín                  |
| Clasificaciones finales | Clasificaciones finales | James Piccoli         | Michael Hernandez        | Cristhian Montoya           | Nickolas Zukowsky            | Medellín                  |

## UCI World Ranking
El Tour de Gila otorgó puntos para el UCI World Ranking para corredores de los equipos en las categorías Profesional Continental y Equipos Continentales. Las siguientes tablas muestran el baremo de puntuación y los 10 corredores que obtuvieron más puntos:
| Posición              | 1.º | 2.º | 3.º | 4.º | 5.º | 6.º | 7.º | 8.º | 9.º | 10.º |  |
| Clasificación general | 40  | 30  | 25  | 20  | 15  | 10  | 5   | 3   | 3   | 3    |  |
| Por etapa             | 7   | 3   | 1   |     |     |     |     |     |     |      |  |
| Líder                 | 1   |     |     |     |     |     |     |     |     |      |  |

| Clasificación |                   |                         |         |       |       |       |
| Posición      | Ciclista          | Equipo                  | General | Etapa | Líder | Total |
| ------------- | ----------------- | ----------------------- | ------- | ----- | ----- | ----- |
| 1.º           | James Piccoli     | Elevate-KHS Pro Cycling | 40      | 7     | 4     | 51    |
| 2.º           | Óscar Sevilla     | Medellín                | 30      | 3     | -     | 33    |
| 3.º           | Nickolas Zukowsky | Floyd'S Pro Cycling     | 25      | 3     | -     | 28    |
| 4.º           | Alex Hoehn        | Aevolo                  | 20      | 3     | -     | 23    |
| 5.º           | Tyler Stites      | Aevolo                  | 15      | 1     | -     | 16    |
| 6.º           | Keegan Swirbul    | Floyd'S Pro Cycling     | 10      | -     | -     | 10    |
| 7.º           | Cristhian Montoya | Medellín                | 3       | 7     | -     | 10    |
| 8.º           | Travis McCabe     | Floyd'S Pro Cycling     | -       | 10    | -     | 10    |
| 9.º           | Serghei Tvetcov   | Floyd'S Pro Cycling     | -       | 7     | -     | 7     |
| 10.º          | Eric Young        | Elevate-KHS Pro Cycling | -       | 7     | -     | 7     |